# Museum in der Anstalt

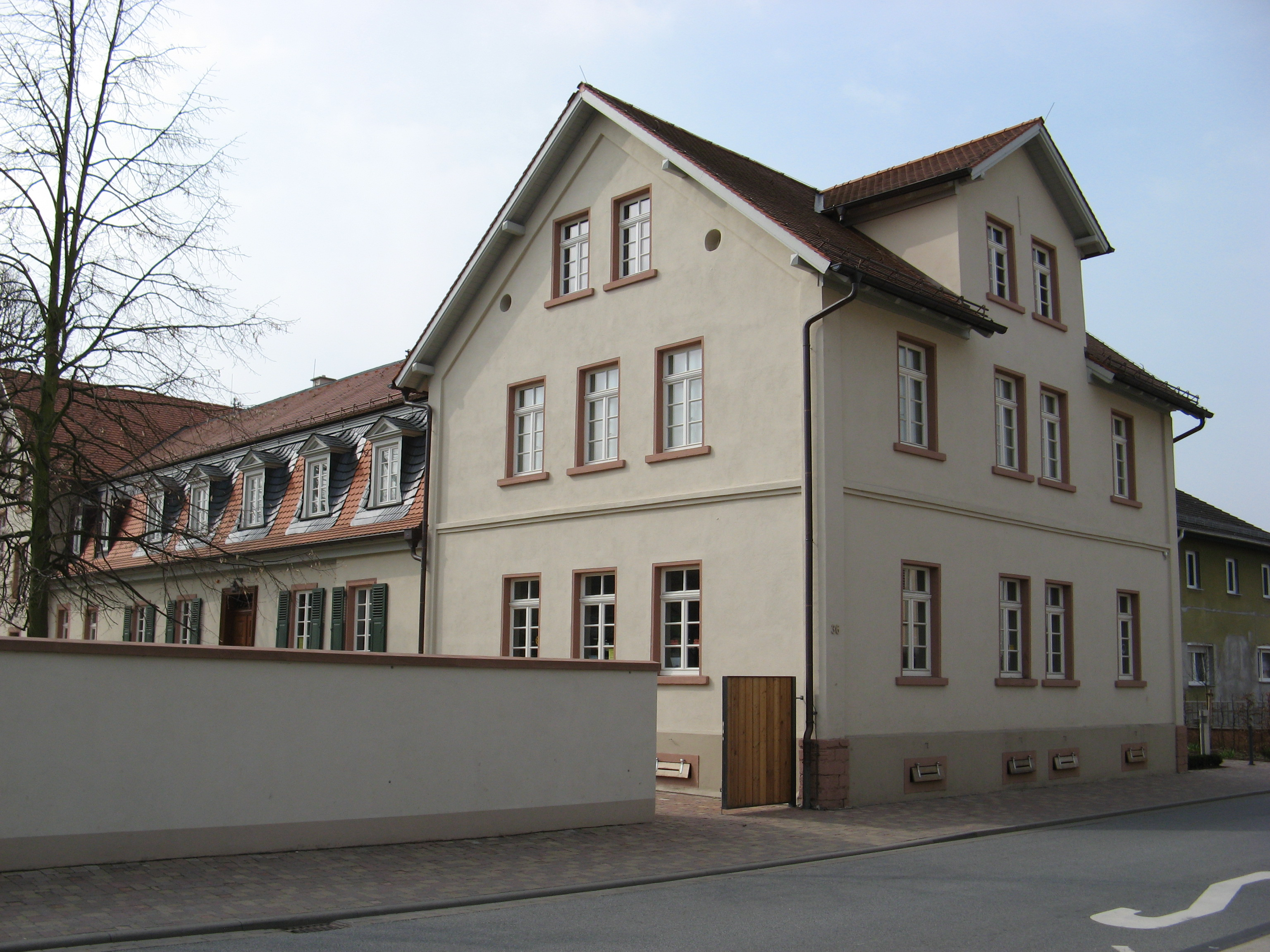
Alte Bürgermeisterei Hähnlein, Gernsheimer Straße 36, Straßenansicht 2011

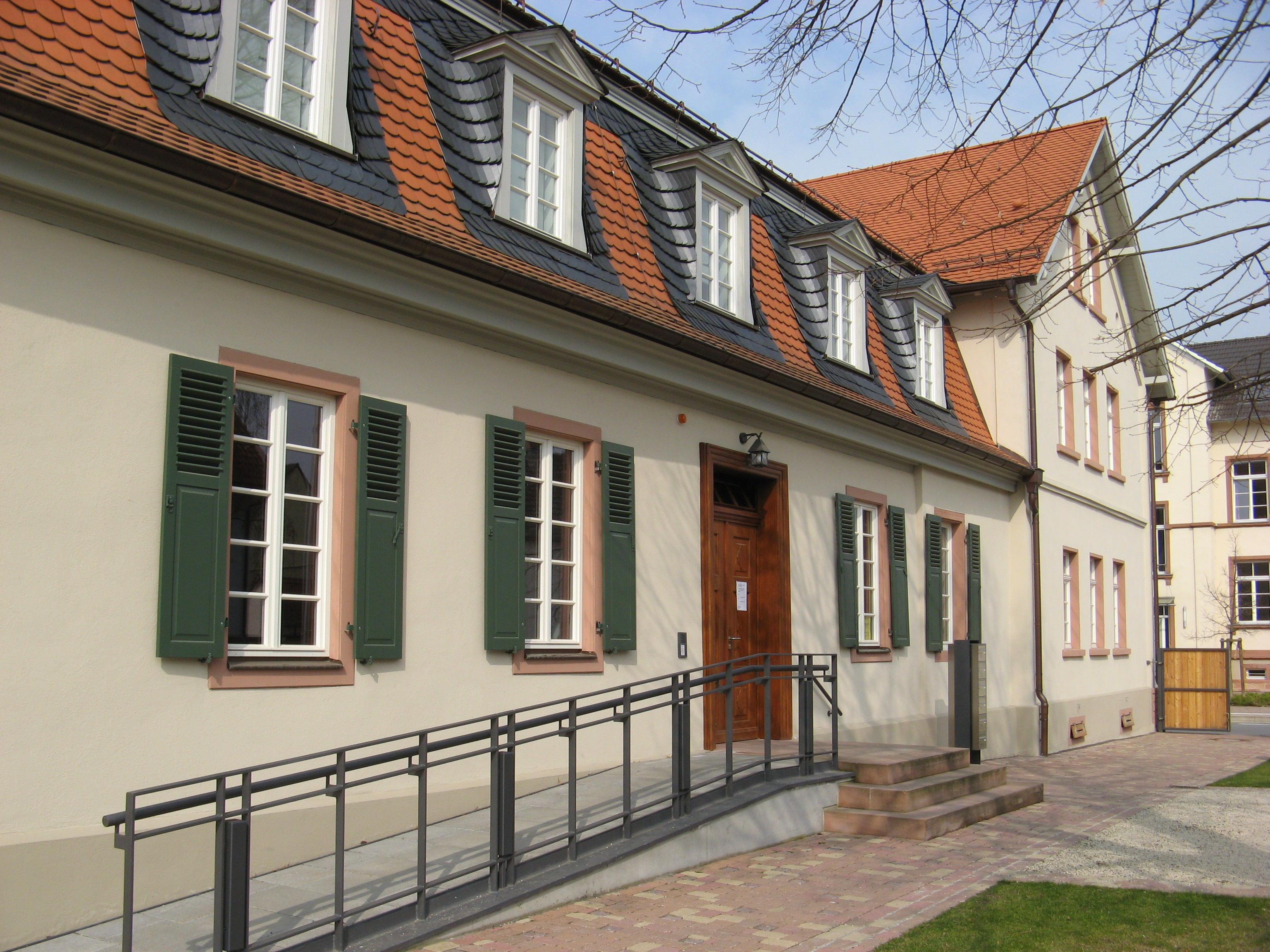
Alte Bürgermeisterei Hähnlein, Gernsheimer Straße 36, Hofansicht mit Eingang 2011

Das Museum in der Anstalt ist ein regionales Museum für die Gemeinde Alsbach-Hähnlein (Region Hessische Bergstraße und Hessisches Ried) mit ihren Ortsteilen Alsbach, Hähnlein und Sandwiese. Es hat seinen Sitz im Kulturdenkmal Alte Bürgermeisterei in Hähnlein, Gernsheimer Straße 36 und wird vom Museumsverein Alsbach-Hähnlein e.V. betreut.

## Geschichte des Museums
Der Ort Hähnlein feierte im Jahr 1983 das 650-jährige Jubiläum. Dazu initiierte die Arbeitsgruppe Hähnleiner Geschichte eine historische Ausstellung mit Exponaten aus dem dörflichen Alltags- und Arbeitsleben ab Mitte des 19. Jahrhunderts. Weiter wurden Vor- und frühgeschichtliche Funde aus der Region gezeigt. Nach dem Jubiläum wurde die Ausstellung im Obergeschoss der Alten Bürgermeisterei fest verortet und schrittweise erweitert. Neben der Dauerausstellung gab es anfangs jährliche Sonderausstellungen und es wurden Themenhefte zur Ortsgeschichte zusammengestellt. 2006 wurde der Museumsverein Alsbach - Hähnlein gegründet. Die wissenschaftliche und organisatorische Betreuung des Museums, die Pflege und Ergänzung des Museumsbestandes sowie die Durchführung von Ausstellungen, Dokumentationen, Vorträgen und Führungen wurden als Vereinsziele formuliert.
Während der Sanierung der Alten Bürgermeisterei im Rahmen des Hessischen Dorferneuerungsprogramms wurde das Haus im Jahr 2007 geschlossen. Mit der Neueröffnung am 22. März 2009 präsentierte man erstmals die Regional- und Sozialgeschichte aus allen drei Ortsteilen. Die Sonderausstellungen wurden auf die Themengebiete Kunst und Karikatur ausgeweitet. Ab 2021 wurde zu speziellen Themen die Anstaltspost herausgegeben.

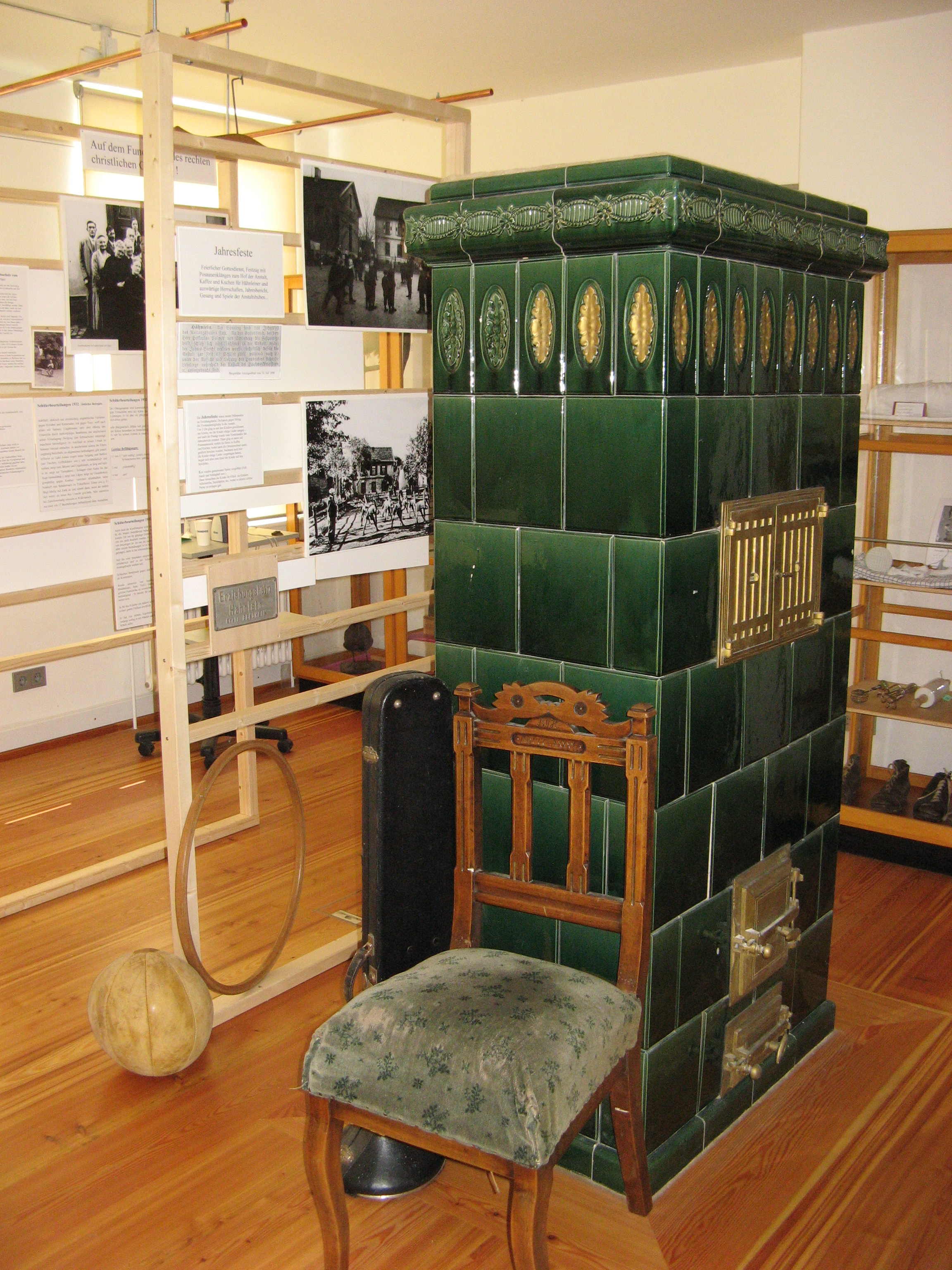
Alte Bürgermeisterei Hähnlein, Gernsheimer Straße 36, Teil der Ausstellung im Museum 2011

## Dauerausstellung
Eine Abteilung der ständigen Ausstellung beschäftigt sich mit dem Museumsgebäude, einem ehemaligen Hofgut, in dem der Evangelischen Landesvereins für Innere und Äußere Mission von 1851 bis 1939 die sogenannte Knabenrettungsanstalt für verwaiste und verwahrloste männliche Jugendliche unterhielt. Der Bereich Vom Land kommend, in der Industrie arbeitend, Kleintiere züchtend dokumentiert den gesellschaftlichen Wandel im Ort Hähnlein, in dem aus Kleinbauern Industriearbeiter wurden. Die Nebenerwerbslandwirte bauten eine erfolgreiche Ziegenzucht auf. Viele engagieren sich im 1896 in Offenbach am Main gegründeten Arbeiter-Radfahrerbund Solidarität.
Eine völlig andere Historie hat der Ort Alsbach mit seinen Villen an den äußeren Hängen des Odenwalds. Das Museum berichtet über die bürgerliche Kultur sowie das Sanatorium für Nervenkranke, das der Neurologe und Psychiater Dr. Rudolf Laudenheimer mit Blick in das Rheintal gründete. Geschichten über prominente Patienten wie Karl Wolfskehl, Gräfin Franziska zu Reventlow oder Edith Geheeb, der Reformpädagogin und zweiten Ehefrau des Gründers der Odenwaldschule werden erzählt.
Über die Jüdische Landbevölkerung der Region berichten die Grabsteine auf dem seit über 400 Jahren bestehenden, größten Jüdischen Landfriedhof in Hessen im Ortsteil Sandwiese. Das Museum widmet sich dem Thema mit einer Abteilung sowie mit Vorträgen und Führungen auf dem Friedhof.
Im Archäologisches Kabinett werden Grabungsfunde aus der Gemarkung sowie ein Mammut-Stoßzahn gezeigt. Exponate zur Turmhügelburg Weilerhügel und zum Schloss Alsbach, einer Burg der Bickenbacher berichten von mittelalterlichen Befestigungen und deren Nutzungen bis hin zum früh an der Bergstraße entstehenden Tourismus.
In einem Diorama werden heimischen Wildtiere präsentiert. Zu den Tieren wird auch eine Hörstation angeboten.

## Sonderausstellungen (Auswahl)
- Feuerwehrausstellung[9]
- Hähnleiner Musikanten[9]
- Ziegenzucht in Hähnlein (mit lebendiger Ziege)[9]
- Historische Kaffeemaschinen[9]
- Konfirmation – gestern und heute[9]
- Hähnleiner Kerb[9]
- Kartoffelbrei und Stampes[9]
- Geschichte des Knabenrettungshauses[9]
- Hähnlein, Tor zur Welt[9]
- Zum Eisenbahnhaltepunkt Hähnlein-Alsbach[9]
- Jubiläum – 20 Jahre Museum in Hähnlein[9]
- Lange Nacht des Hähnleiner Museums[9]
- Blick nach Alsbach – Fotoausstellung[9]
- Sonderschau Marie Krüger[9]
- Peter Gaymann[9]
- Janosch[10]
- Uli Stein[11]
- Geschichte des Radsportvereins Solidarität[12]
- Greser & Lenz[13][14][15]
- Straßennamen in Alsbach-Hähnlein[16]
- Horst Haizinger[17]
- Prof. Hans Flauaus (1914–1989) – Bleibende Spuren des Künstlers in Hähnlein[18]
- Die frühe römische Okkupation des Hessischen Rieds[19][9]
- Til Mette[9]

## Auszeichnungen
- Ludwig-Metzger-Anerkennungspreis 2013[20]
- Museum des Monats Dezember 2019[21][22]